# Christian Saint-Étienne
Pour les articles homonymes, voir Saint-Étienne (homonymie).
Christian Saint-Étienne, né le 15 octobre 1951 à Aubenas (Ardèche), est un économiste, universitaire, analyste et homme politique français. Il est professeur titulaire de la chaire d'économie industrielle au Conservatoire national des arts et métiers depuis 2009.
Il est conseiller de Paris, vice-président du Conseil de Paris et conseiller d'arrondissement pour le 11e arrondissement de Paris du 30 mars 2014 à juin 2020.
Il est membre des Républicains jusqu'à l'automne 2018. Il réadhère au parti en 2023-2024.

## Biographie

### Origines et vie familiale
Petit-fils de viticulteurs, de parents instituteurs, il est père de deux enfants.

### Études et carrière professionnelle
Il est titulaire de deux Masters en sciences économiques (London School of Economics et de l'université Carnegie-Mellon), a soutenu une thèse de doctorat d'État en sciences économiques à la faculté d'Assas et est titulaire d’un diplôme de l’ESCP Europe.
Après avoir été, en 1978, chercheur en sciences économiques à l’université Carnegie-Mellon à Pittsburgh, il est économiste au Fonds monétaire international (FMI) à Washington, D.C..
En 1984, après six ans passés aux États-Unis, il devient administrateur à l’Organisation de coopération et de développement économique (OCDE) à Paris.
De 1987 à 1995, il est conseiller économique de la direction financière à la banque Crédit lyonnais puis sous-directeur à la direction centrale des marchés des capitaux, au contrôle général et enfin contrôleur des engagements du groupe bancaire. Il est nommé à ce dernier poste au 1er janvier 1994, après le krach de la banque en 1993, et participe à la reconstruction du système interne de contrôle des risques.

## Carrière universitaire et publications
Professeur associé à l'université Paris-Dauphine de 1991 à 2000, puis professeur à l'université François Rabelais. En 2009, il est élu professeur du Cnam, titulaire de la chaire d'économie industrielle. Créée en 1819 pour Jean-Batiste Say, il s'agit de l'une des trois plus anciennes chaires du Conservatoire national des arts et métiers.
Il publie Le joker européen (Odile Jacob, mai 2012), dans lequel il prend position pour la fédéralisation d'un noyau dur de pays membres de la zone euro afin de résoudre la crise de cette zone.
Il publie en janvier 2013 France : état d'urgence (Odile Jacob, janvier 2013), dans lequel il analyse la situation actuelle de l'économie française et du contrat social et propose un nouveau modèle de stratégie économique et une nouvelle organisation institutionnelle pour sortir la France du marasme.
Il publie en septembre 2013 L'Iconomie, pour sortir de la crise (Odile Jacob, septembre 2013). L'auteur propose des solutions viables pour sortir de la crise par « l'iconomie » (économie de l'innovation et du numérique portée par une vague entrepreneuriale).
En novembre 2018, il publie Trump et Xi Jinping. Les apprentis sorciers aux Éditions de l'Observatoire. Une version augmentée est parue en mars 2020. Ce livre analyse la compétition pour la domination mondiale entre la Chine et les États-Unis. Il a également publié Le libéralisme stratège face au chaos du monde aux éditions Odile Jacob, en septembre 2020.

## Carrière politique
Christian Saint-Étienne siège au Conseil d’analyse économique du Premier ministre de 2004 à juin 2012 dont il démissionne par opposition aux mesures économiques du nouveau gouvernement sous la présidence de François Hollande. Il critique notamment le retour aux 60 ans pour une partie des retraités, l'abandon de la TVA sociale, la relance par la consommation avec de nouvelles dépenses, qui serait, selon ses mots, « une folie » au regard du déficit extérieur, et encore le « choc fiscal » et la taxation à 75 % des plus hauts revenus. Il souligne encore que les décisions du gouvernement de Jean-Marc Ayrault sont en opposition avec les recommandations récentes de la Cour des comptes, de la Commission européenne et du FMI.
Il est membre du Cercle des économistes.
En juin 2006, il est nommé au Conseil d'orientation des finances publiques, organisme chargé de définir une stratégie de finances publiques pour la France.
Durant la campagne présidentielle de 2007, il participe à la rédaction du programme électoral de François Bayrou. Il est candidat dans la 2e circonscription de Paris (5e, 6e et partie du 7e arrondissement) aux élections législatives des 10 et 17 juin 2007 sous l'étiquette UDF-Modem. Il arrive en troisième position au premier tour totalisant 16,16% des voix.
En désaccord avec la gestion parisienne des investitures à Paris, il quitte le MoDem le 18 décembre 2007 puis fonde avec Jean-Marie Cavada un mouvement centriste appelé Avenir démocrate.
Candidat pour Avenir démocrate, en troisième position sur la liste menée par Jean Tiberi dans le 5e arrondissement de Paris, lors des élections municipales des 9 et 16 mars 2008, il est élu conseiller de Paris et conseiller d'arrondissement. Il est désigné membre du conseil d'administration de l'ESPCI ParisTech par le conseil de Paris.
Il rejoint l'Union des démocrates et indépendants (UDI) lors de sa fondation, en septembre 2012.
Il est choisi comme tête de liste de l'UDI pour les élections municipales de 2014 à Paris, où il se présente dans le 11e arrondissement, dans le cadre d'un accord de listes communes UMP-UDI-MoDem. Il est élu conseiller de Paris et conseiller du 11e arrondissement.
Le 30 mai 2015, il participe au congrès fondateur des Républicains. Il quitte ce parti à l'automne 2018 et est désormais indépendant.
Pour les élections sénatoriales de 2017, il est n°3 à Paris de l'une des trois listes de droite qui se présentent (« Liste républicaine de la droite et du centre »). Cette liste obtient le deuxième meilleur résultat lors de l'élection du 24 septembre 2017 et fait élire deux sénateurs de Paris.
Depuis 2020, il n'a plus de fonctions politiques.

### Résultats électoraux
| Candidat                          | Candidat                     | Parti                  | Premier tour | Premier tour | Second tour | Second tour |
| Candidat                          | Candidat                     | Parti                  | Voix         | %            | Voix        | %           |
| --------------------------------- | ---------------------------- | ---------------------- | ------------ | ------------ | ----------- | ----------- |
|                                   | Jean Tiberi sortant réélu    | UMP                    | 15 585       | 43,30        | 16 880      | 52,66       |
|                                   | Lyne Cohen-Solal             | PS                     | 9 971        | 27,70        | 15 173      | 47,34       |
|                                   | Christian Saint-Étienne      | UDF–MoDem              | 5 816        | 16,16        |             |             |
|                                   | Laurent Audoin               | Les Verts              | 1 323        | 3,68         |             |             |
|                                   | Marine Roussillon            | PCF                    | 770          | 2,14         |             |             |
|                                   | Jean-Pierre Pages-Schweitzer | FN                     | 676          | 1,88         |             |             |
|                                   | Antoine Pelletier            | Extrême gauche (LCR)   | 509          | 1,41         |             |             |
|                                   | Françoise Castany            | Divers écologiste (GÉ) | 428          | 1,19         |             |             |
|                                   | Jean-Jacques Boilaroussie    | Extrême gauche (GA)    | 249          | 0,69         |             |             |
|                                   | Daniel Tourre                | Libéral                | 223          | 0,62         |             |             |
|                                   | Évelyne Dassas               | Divers (LFA)           | 167          | 0,46         |             |             |
|                                   | Roger Danger                 | Extrême droite (MNR)   | 136          | 0,38         |             |             |
|                                   | Jean-Pierre Dalmas           | Extrême gauche (LO)    | 87           | 0,24         |             |             |
|                                   | Vincent Vautier              | Extrême gauche (PT)    | 54           | 0,15         |             |             |
|                                   | Thierry Lachambre            | Divers                 | 0            | 0,00         |             |             |
|                                   |                              |                        |              |              |             |             |
| Inscrits                          | Inscrits                     | Inscrits               | 53 592       | 100,00       | 53 581      | 100,00      |
| Abstentions                       | Abstentions                  | Abstentions            | 17 238       | 32,17        | 20 172      | 37,65       |
| Votants                           | Votants                      | Votants                | 36 354       | 67,83        | 33 409      | 62,35       |
| Blancs et nuls                    | Blancs et nuls               | Blancs et nuls         | 360          | 0,99         | 1 356       | 4,06        |
| Exprimés                          | Exprimés                     | Exprimés               | 35 994       | 99,01        | 32 053      | 95,94       |
| Source : Ministère de l'Intérieur |                              |                        |              |              |             |             |

### Prix obtenus
- Prix Vauban 2013 décerné par l'Association des Anciens Elèves de l'Institut des Hautes Études de la Défense Nationale pour "France : État d'urgence" paru en 2013 aux Éditions Odile Jacob.
- Prix Grammaticakis-Neumann 2012 de l'Académie des Sciences morales et politiques pour 'L'Incohérence française'.
- Grand prix d'Honneur 2012, attribué lors de la remise du Prix Turgot 2012 du meilleur livre d'économie financière de l'année le 14 mars 2012, pour l'ensemble de son œuvre[8].
- Prix lycéen "lire l'économie", novembre 2010, pour le livre Guerre et paix au XXIe siècle[9].
- [réf. nécessaire] Prix de l’action publique-privée (premier trophée CEPP) en décembre 2006 pour le livre : Les PPP, leviers pour l’investissement, l’activité et l’emploi, La Documentation française, septembre 2006.
- [réf. nécessaire] Prix obtenu en octobre 2004 pour la traduction en italien, sous le titre L’Europa forte (Universita Bocconi Editore, 2004), du livre : La puissance ou la mort – L’Europe face à l’empire américain, Le Seuil, 2003.
- Prix Turgot 1994 du meilleur livre d’économie financière Le Combat de la France[10].
- [réf. nécessaire] Prix Rossi 1992 de l’Académie des sciences morales et politiques pour le livre L’Exception française.
- Prix du meilleur livre d’économie financière 1991 pour le livre Financement de l’économie et politique financière[11].
- Prix Grammaticakis-Neumann 1987 de l’Académie des sciences morales et politiques pour les deux livres : La France et l’incertain et Politique financière et entreprises françaises[12].
- Prix 1981 de la meilleure thèse de Doctorat d'État en économie de l'université Paris II Assas.

Travaux en économie monétaire et politique économique : livres (voir ci-dessous : « Ouvrages ») et chapitres dans des livres collectifs (voir juste après).

## Ouvrages
- Politique financière & Entreprises françaises, Economica, 1987.
- L'Exception française, Armand Colin, 1992.
- Génération sacrifiée, Plon, 1993.
- L'État mensonger, 1996.
- Macrofinance et marchés financiers, Economica, 1998.
- L'Ambition de la liberté, Economica, 1998.
- Scènes de vie en 2024, Lattès, 2000.
- La Puissance ou la mort - L’Europe face à l’empire américain, Seuil, 2003.
- Croissance équitable et concurrence fiscale, avec Jacques Le Cacheux, La Documentation française, 2005.
- L'État efficace, Perrin, 2007.
- La Troisième voie et François Bayrou, 2007.
- La France est-elle en faillite ? Quinze propositions pour en sortir., François Bourin Éditeur, mars 2008.
- La Fin de l'euro, François Bourin Éditeur, avril 2009  (ISBN 978-2849412336).
- Mobiliser les territoires pour une croissance harmonieuse, La Documentation française, novembre 2009.
- Guerre et paix au XXIe siècle – Comprendre le monde demain, François Bourin Éditeur, septembre 2010.
- La Fin de l'euro, nouvelle édition revue et augmentée, François Bourin Éditeur, mars 2011, (en) The End of the Euro, paru sur l'Apple store, Apple ID 440189237, juin 2011, (de) Das Ende des Euro, Börsenbuchverlag, janvier 2012.
- L'État et votre argent – Les vrais enjeux de la fiscalité, François Bourin Éditeur, avril 2011.
- (en) War and Peace in the 21st Century, paru sur l'Apple store, Apple ID 448635595, septembre 2011.
- L'incohérence française, Grasset, janvier 2012.
- Le joker européen – La vraie solution pour sortir de la crise, Odile Jacob, mai 2012.
- France : état d'urgence, Éditions Odile Jacob, janvier 2013. Publication en livre de poche en février 2014 aux Éditions Odile Jacob.
- L'Iconomie pour sortir de la crise, Éditions Odile Jacob, septembre 2013.
- La France 3.0, Éditions Odile Jacob, janvier 2015.
- Relever la France, Éditions Odile Jacob, septembre 2016
- Osons l'Europe des nations, éditions de l'Observatoire, janvier 2018
- Trump et Xi Jinping : Les apprentis sorciers, éditions de l'Observatoire, novembre 2018 et mars 2020 (édition augmentée)
- Le libéralisme stratège face au chaos du monde, éditions Odile Jacob, septembre 2020
- Le conflit sino-américain pour la domination mondiale éditions Alpha, 2023
- Trump et Nous - Comment sauver la France et l'Europe, éditions Odile Jacob, 2025

Chapitres dans des livres collectifs
- Jacques Lesourne et René Lenoir, Où va l’État ? La souveraineté économique et politique en question, Le Monde Éditions, janvier 1992.
- La leçon japonaise, Plon, janvier 1992.
- Agir pour l’Europe : les relations franco-allemandes dans l’après-guerre froide, IFRI – CIRAC – DGAP – DFI (version allemande publiée simultanément), Masson, septembre 1995.
- Espérances et menaces de l’an 2000 (Cercle des économistes), Éditions Descartes, décembre 1999.
- La nouvelle économie (Cercle des économistes), Éditions Descartes, décembre 2000.
- L’Europe contemporaine, L’Harmattan, août 2002.
- Retraites et solidarité (Cercle des économistes), Éditions Descartes, avril 2003.
- Des idées pour la croissance (coordonné par Michel Didier), Economica, mai 2003.
- Politique économique de droite ; politique économique de gauche (Cercle des économistes), Perrin, octobre 2006.
- De l’Université à l’emploi – Rapport officiel au Premier ministre coordonné par Patrick Hetzel, La Documentation française, décembre 2006.
- Quels capitalismes pour le XXIe siècle ?, Éditions Cercle des économistes, décembre 2007.
- « Adapter notre culture internationale à l’échelle et aux besoins des PME françaises. », dans Repenser l’entreprise, Le Cherche-Midi, décembre 2007.
- Fonds souverains – À nouvelle crise, nouvelle solution ?, Cahier du Cercle des économistes, Descartes et Cie, avril 2008.
- Quel rôle pour les PME afin d’obtenir le point de croissance qui nous manque ?, Cercle des économistes, Actes des rencontres d’Aix, décembre 2008.
- « Éléments de réforme fiscale pour la France », dans Stratégies fiscales des États et des entreprises : souveraineté et concurrence, sous la direction de Michel Aujean et Christian Saint-Étienne, PUF, mars 2009.
- « L’État au cœur des deux lectures de la crise », dans Fin de monde ou sortie de crise ?, sous la direction de Pierre Dockès et Jean-Hervé Lorenzi, Perrin, mars 2009.
- « L'euro dans la main de la Chinamérique », dans La Chinamérique, Eyrolles, février 2010.
- « Quels impôts peut-on augmenter sans casser l'économie ? », dans Quelles réformes pour sauver l'État, PUF, juin 2011.
- « Émergences et stratégies d'avenir », dans Le Temps des émergences, Agir, décembre 2011.
- « Le déficit au cœur du débat », dans Droite contre Gauche ?, Cercle des économistes, Fayard, 2012.
- « Les gazelles et la troisième révolution industrielle », dans "Financement des PME" du Cercle des Economistes, PUF, novembre 2013.
- La mutation du monde, Agir, mai 2014.
- "Les territoires métropolisés dans la troisième révolution industrielle à l'horizon 2030", dans Des territoires à penser, L'aube, janvier 2015
- "La troisième révolution industrielle et l'emploi", dans "Numérique et emploi : lost in transition", Sociétal 2016, Eyrolles, mars 2016
- "Intérêt particulier, intérêt général et action publique", dans "Intérêt général et marché", Editions Eyrolles, mars 2017
- « L'Europe face à la dette, aux États-Unis et à la Chine », dans La dette, potion magique ou poison mortel, éditions Télémaque, novembre 2020
- « Vingt ans de désindustrialisation : que faire ? » dans Va-t-on vraiment réindustrialiser la France ?, Les cahiers du Cercle des économistes, février 2021
- « Une stratégie de réindustrialisation pour la France » dans Crise de la connaissance et connaissance de la crise, Conservatoire national des arts et métiers, Éditions EMS, février 2022
- « Réindustrialiser » dans Des économistes répondent aux populistes, Éditions Odile Jacob, mars 2022
- " L'économie sans intox " aux Editions Eyrolles, juillet 2025